# Eduardo Garduño
Eduardo Garduño Gómez (* 2. Oktober 1928 in Cuernavaca, Morelos; † unbekannt) war ein mexikanischer Fußballspieler, der vorwiegend im offensiven Mittelfeld und in der Sturmreihe eingesetzt wurde.

## Laufbahn
Garduño spielte für die beiden großen Rivalen des mexikanischen Fußballs, Club América (1948) und Deportivo Guadalajara (1954/55).
Außerdem gehörte Garduño zum Aufgebot der mexikanischen Nationalmannschaft, die 1948 beim olympischen Fußballturnier das Vorrundenspiel gegen Südkorea absolvierte, das Mexiko 3:5 verlor.